# 史松
史松（1930年—2019年），男，湖北武汉人，中国历史学家。中国人民大学清史研究所教授。著有《雍正研究》等。

## 生平
1930年生。1949年7月参军，入中国人民解放军十二兵团军政干校。曾在湖南军区政治部工作。1952年进入中国人民大学法律系本科学习。1956年留校工作。1977年，入清史研究所工作。1981-1986年任清史所党总支副书记。1993年离休。之后任清史所西郊离退休党支部书记。
2019年2月5日凌晨因突发心脏病在北京家中逝世，享年88岁。

## 研究
- 著作：《雍正研究》（辽宁民族出版社，2009年）
- 主持编写：《清史编年》雍正朝卷（中国人民大学出版社，1991年）